# Lenka (Rimavská Sobota)
Lenka es un municipio del distrito de Rimavská Sobota en la región de Banská Bystrica, Eslovaquia, con una población estimada a final del año 2024 de 204 habitantes.
Se encuentra ubicado al este de la región, en la cuenca hidrográfica del río Sajó —un afluente derecho del río Tisza— y cerca de la frontera con la región de Košice y con Hungría.

## Demografía
| Año        | 1994 | 2004     | 2014    | 2024    |
| ---------- | ---- | -------- | ------- | ------- |
| Población  | 216  | 194      | 187     | 204     |
| Diferencia |      | −10,18 % | −3,60 % | +9,09 % |

| Año        | 2023 | 2024 |
| ---------- | ---- | ---- |
| Población  | 200  | 204  |
| Diferencia |      | +2 % |